# Леонор Кастилска (кралица на Навара)
Леонор (Елеонора) Кастилска е кастилска инфанта и кралица на Навара като съпруга на наварския крал Карл III.

## Произход и ранни години
Родена е през 1363 г. в Кралство Кастилия и Леон. Дъщеря е на краля на Кастилия и Леон – Енрике II, и на съпругата му Хуана Мануел от младо разклонение на кастилския кралски род. Сестра е на Хуан I Кастилски (крал на Кастилия и Леон).

## Годеж и брак
Първоначално Леонор е подготвяна за съпруга на португалския крал Фернандо I. През 1372 г. обаче португалският крал разваля годежа си с Леонор и се жени тайно за разведената придворна дама Леонор Телеш, разтрогвайки по този начин военния алианс с Кастилия, което довежда до напрежение между двете кралства.
През 1373 г., в Бургос, инфанта Леонор е сгодена за наварския принц Карл – син и наследник на наварския крал Карл II. Сватбата е отпразнувана в Сория през май 1375 г.

## Престой в Кастилия
Семейният живот на инфантата и наварския принц не върви гладко: Леонор не изпитва никаква привързаност към съпруга си, нито към новия си дом в Навара. През 1388 г., по време на среща между съпруга и брат ѝ – крал Хуан I Кастилски, Леонор моли за позволение да се завърне за известно време в Кастилия, където местният, по-добър според нея, климат трябвало да ѝ помогне да възстанови здравето си от прекарано заболяване. Получила такова разрешение, Леонор пристига в Кастилия заедно с дъщерите си, които успява да роди на Карл през първите тринадесет години от брака им. Там те се установяват във Валядолид, където през 1390 г. Леонор ражда още две дъщери. Две години по-късно Леонор получава покана да се завърне в Навара, където тя и съпругът ѝ трябва да бъдат короновани за крал и кралица след смъртта на Карл II Наварски. Кастилският крал застава зад исканията на наварците, но Леонор отказва да се подчини, изтъквайки като причина лошото отношение към нея в Навара, както и опитите на някои наварски благородници да я отровят. В резултата Леонор остава в Кастилия, а през февруари 1390 г. съпругът ѝ е коронован за крал на церемония в Памплона. Останала с шестте си дъщери в Кастилия, Леонор е принудена да изпрати в Навара най-голямата от тях – Жана, която вече била наследница на наварската корона.
На 9 октомври 1390 г. крал Хуан I Кастилски умира, а престолът на Кастилия е наследен от малолетния му син Енрике III. Леонор още веднъж отхвърля поканата на съпруга ѝ да се завърне в Навара. Продължавайки пребиваването си в Кастилия, Леонор се впуска в опасна политическа игра, оспорвайки открито възцаряването на племенника си Енрике, срещу когото се съюзява с незаконния си брат Федрик и братовчед си Педро. В крайна сметка крал Енрике III успява да се противопостави успешно срещу този бунт и през средата на 1394 г. войските му обсаждат Леонор в замъка в Роа, след което Леонор е принудена напусне окончателно Кастилия и да се върне при съпруга си в Навара.

## Кралица на Навара
След като се завръща в Навара, Леонор започва активно да участва в политическия живот на страната. Подобряват се и отношенията ѝ с краля, на когото ражда двама дългоочаквани сина – Карл и Луи, които обаче умират още като деца.
На 3 юни 1403 г. в Памплона Леонор е коронована официално за кралица на Навара. По време на отсъствията на съпруга ѝ от страната, тя дори управлява като негов регент. Кралицата дори полага усилия за запазване на добрите отношения между Навара и Кастилия, благодарение на което в Навара се установяват няколко влиятелни благороднически фамилии от Кастилия.
През 1413 г. умира Жана – най-възрастната дъщеря на Леонор и Карл III, която е готвена за наследник на престола. Това става причина за престолонаследница да бъде обявена втората им дъщеря – Бланка.

## Смърт
Съществува колебание относно смъртта на Леонор Кастилска: според едни данни тя умира на 27 февруари 1415 г. в Олите, но други сведения сочат като възможна дата и място на смъртта ѝ – 5 март 1416 в Памплона. Съпругът на Леонор умира през 1425 г. и е погребан до нея в катедралата „Санта Мария ла Реал“ в Памплона.

## Деца
Леонор и Карл III имат осем деца:
- Жана (1382 – 1413), омъжена за херцог Жан I дьо Фоа
- Бланка (1385 – 1441), кралица на Навара, омъжена за арагонския крал Хуан II
- Мария (1388 – 1406)
- Маргарита (1390 – 1404)
- Беатрис (1392 – 1412), омъжена за Жак II дьо Бурбон, граф на Ла Марш (1393 – 1435), граф Кастър (1403 – 1435)
- Исабела (1397 – 1435), омъжена за Жан IV, граф Д'Арманяк.
- Карл (1397 – 1402)
- Луис (ум.1402)